# Jean Carlos Blanco
Jean Carlos Blanco (Cúcuta, Colombia; 6 de abril de 1992) es un futbolista colombiano. Juega de delantero y su equipo actual es Técnico Universitario de la Serie A de Ecuador.

## Trayectoria

### Cúcuta Deportivo
Su primer gol lo marcó en el estadio Polideportivo Sur de Envigado en cumplimiento de la fecha 6 de los cuadrangulares semifinales del fútbol colombiano en el Torneo Apertura 2009 en el partido contra el Envigado FC al minuto 20.

### Atlético Huila
Luego de salir del Cúcuta Deportivo por diferencias contractuales, es confirmado por el Atlético Huila como refuerzo para el 2010.

### Deportes Tolima
En el 2013 es adquirido por el Deportes Tolima para afrontar la Liga Postobon y la Copa Libertadores. Termina jugando tan solo un partido por la Copa Colombia 2013.

### La Equidad
Para el 2015 es fichado por La Equidad de la Categoría Primera A. Debuta el 1 de febrero con gol en el empate a dos goles contra Independiente Santa Fe, el 21 de marzo marca el gol de la victoria 1-2 en casa del Boyacá Chicó, marca el 3 de mayo en la victoria 2 por 1 en casa del Deportivo Pasto. El 10 de septiembre marca el gol de la victoria por la mínima ante el Boyacá Chicó, a los tres días el 13 de septiembre marca su primer Hat-Trick como profesional dándole la victoria 4-3 a su club contra Jaguares por el Finalización 2015, siendo además sus últimos goles del año.
El 2 de marzo de 2016 marca su primer gol del año en el 2-0 contra Bogotá FC por la Copa Colombia 2016, el 12 marca su primer doblete en la victoria 3 por 1 sobre Alianza Petrolera. El 30 de septiembre marca su último gol del año en la caída como locales 1-3 frente a Atlético Nacional.
Su primer gol del 2017 lo hace el 1 de abril en la victoria 2 por 0 sobre el Once Caldas, el 26 de abril marca el gol de la victoria por la mínima ante Tigres FC por la Copa Colombia 2017. El 19 de julio marca al último minuto el gol de la victoria 2 por 1 sobre Jaguares de Córdoba. El 25 de noviembre marca el último gol del año antes Millonarios FC sentenciando el 1-1 final.

### CSKA Sofía
El 14 de diciembre de 2017 es presentado como nuevo jugador del CSKA Sofía de la Liga A de Bulgaria. Debuta el 17 de febrero con gol en la goleada 5 por 0 como visitantes ante Vereya. El 25 de abril marca su primer gol por Copa en el empate a dos goles en su visita a Levski Sofía. El 29 de abril marca su último gol con el club en la caída 2-1 contra Botev Plovdiv.

### Independiente Medellín
El 7 de julio de 2018 se confirma su paso al Independiente Medellín después de su paso por el fútbol europeo. Debuta el 29 de julio en la victoria 2 por 0 sobre el Boyacá Chicó. El 14 de octubre marca su primer gol con los poderosos ayudando en la remontada 2-1 sobre el América de Cali en calidad de visitantes.

### Once Caldas
En enero de 2019 se convierte como nuevo jugador del Once Caldas. Debuta el 1 de febrero en la victoria por la mínima ante Millonarios. Marca su primer gol con el club e 16 de febrero marcando el gol del empate a un gol en si visita a Alianza Petrolera.

### Técnico Universitario
En marzo de 2022 fue fichado por Técnico Universitario de la Serie A de Ecuador. Renovó una temporada más en 2023.

### Aucas
En enero de 2024 fue presentado en Aucas de la Serie A de Ecuador.

### Atlético Bucaramanga
Es confirmado por el equipo Leopardo de la ciudad Bonita de Colombia el día 9 de enero de 2025 para afrontar la temporada liga Bet Play Dimayor 2025-1.

## Selección nacional
Ha sido internacional con la selección de fútbol de Colombia sub-17 en la Copa Mundial de Fútbol Sub-17 de 2009. Ha marcado un gol contra la selección de fútbol de Argentina en los octavos de final marcando el 2-2 que posteriormente sería victoria colombiana.

### Participaciones en Copas del Mundo
| Mundial                     | Sede    | Resultado    | Partidos | Goles |
| --------------------------- | ------- | ------------ | -------- | ----- |
| Copa Mundial Sub-17 de 2009 | Nigeria | Cuarto lugar | 4        | 1     |

## Estadísticas

### Clubes
Actualizado al último partido disputado el 17 de agosto de 2025.
| Club                              | Div.                | Temporada           | Liga  | Liga  | Copa nacionales | Copa nacionales | Copa internacionales | Copa internacionales | Total | Total | Total  |
| Club                              | Div.                | Temporada           | Part. | Goles | Part.           | Goles           | Part.                | Goles                | Part. | Goles | Asist. |
| --------------------------------- | ------------------- | ------------------- | ----- | ----- | --------------- | --------------- | -------------------- | -------------------- | ----- | ----- | ------ |
| Cúcuta Deportivo · Colombia       | 1.ª                 | 2009                | 6     | 1     | —               | —               | —                    | —                    | 6     | 1     | 0      |
| Atlético Huila · Colombia         | 1.ª                 | 2010                | 1     | 0     | 0               | 0               | —                    | —                    | 1     | 0     | 0      |
| Atlético Huila · Colombia         | 1.ª                 | 2011                | 5     | 1     | 0               | 0               | —                    | —                    | 5     | 1     | 0      |
| Atlético Huila · Colombia         | 1.ª                 | 2012                | 10    | 0     | 5               | 0               | —                    | —                    | 15    | 0     | 0      |
| Deportes Tolima · Colombia        | 1.ª                 | 2013                | 0     | 0     | 1               | 0               | —                    | —                    | 1     | 0     | 0      |
| Deportes Tolima · Colombia        | Total club          | Total club          | 0     | 0     | 1               | 0               | 0                    | 0                    | 1     | 0     | 0      |
| Cúcuta Deportivo · Colombia       | 1.ª                 | 2013                | 8     | 2     | 2               | 0               | —                    | —                    | 10    | 2     | 1      |
| Cúcuta Deportivo · Colombia       | Total club          | Total club          | 14    | 3     | 2               | 0               | 0                    | 0                    | 16    | 3     | 1      |
| Atlético Huila · Colombia         | 1.ª                 | 2014                | 37    | 7     | 6               | 1               | —                    | —                    | 43    | 8     | 3      |
| Atlético Huila · Colombia         | Total club          | Total club          | 53    | 8     | 11              | 1               | 0                    | 0                    | 64    | 9     | 3      |
| La Equidad · Colombia             | 1.ª                 | 2015                | 38    | 10    | 6               | 0               | —                    | —                    | 44    | 10    | 3      |
| La Equidad · Colombia             | 1.ª                 | 2016                | 31    | 7     | 6               | 1               | —                    | —                    | 37    | 8     | 3      |
| La Equidad · Colombia             | 1.ª                 | 2017                | 38    | 5     | 5               | 1               | —                    | —                    | 43    | 6     | 2      |
| La Equidad · Colombia             | Total club          | Total club          | 107   | 22    | 17              | 2               | 0                    | 0                    | 124   | 24    | 8      |
| CSKA Sofía Bulgaria               | 1.ª                 | 2018-19             | 13    | 3     | 2               | 1               | —                    | —                    | 15    | 4     | 1      |
| CSKA Sofía Bulgaria               | Total club          | Total club          | 13    | 3     | 2               | 1               | 0                    | 0                    | 15    | 4     | 1      |
| Independiente Medellín · Colombia | 1.ª                 | 2018                | 8     | 1     | 1               | 0               | —                    | —                    | 9     | 1     | 0      |
| Independiente Medellín · Colombia | Total club          | Total club          | 8     | 1     | 1               | 0               | 0                    | 0                    | 9     | 1     | 0      |
| Once Caldas · Colombia            | 1.ª                 | 2019                | 13    | 2     | 0               | 0               | 2                    | 0                    | 15    | 2     | 0      |
| Once Caldas · Colombia            | Total club          | Total club          | 13    | 2     | 0               | 0               | 2                    | 0                    | 15    | 2     | 0      |
| Unión Magdalena · Colombia        | 1.ª                 | 2019                | 14    | 0     | 0               | 0               | —                    | —                    | 14    | 0     | 0      |
| Unión Magdalena · Colombia        | Total club          | Total club          | 14    | 0     | 0               | 0               | 0                    | 0                    | 14    | 0     | 0      |
| Boyacá Chicó · Colombia           | 1.ª                 | 2020                | 11    | 1     | 2               | 0               | —                    | —                    | 13    | 1     | 1      |
| Boyacá Chicó · Colombia           | Total club          | Total club          | 11    | 1     | 2               | 0               | 0                    | 0                    | 13    | 1     | 1      |
| Ilves Tampere · Finlandia         | 1.ª                 | 2021                | 24    | 2     | 0               | 0               | —                    | —                    | 24    | 2     | 0      |
| Ilves Tampere · Finlandia         | Total club          | Total club          | 24    | 2     | 0               | 0               | 0                    | 0                    | 24    | 2     | 0      |
| Técnico Universitario · Ecuador   | 1.ª                 | 2022                | 22    | 5     | 1               | 0               | —                    | —                    | 23    | 5     | 2      |
| Técnico Universitario · Ecuador   | 1.ª                 | 2023                | 20    | 13    | 0               | 0               | —                    | —                    | 20    | 13    | 3      |
| Aucas · Ecuador                   | 1.ª                 | 2024                | 28    | 7     | 2               | 1               | 1                    | 0                    | 31    | 8     | 0      |
| Aucas · Ecuador                   | Total club          | Total club          | 28    | 7     | 2               | 1               | 1                    | 0                    | 31    | 8     | 0      |
| Atlético Bucaramanga · Colombia   | 1.ª                 | 2025                | 8     | 0     | 0               | 0               | 0                    | 0                    | 8     | 0     | 0      |
| Atlético Bucaramanga · Colombia   | Total club          | Total club          | 8     | 0     | 0               | 0               | 0                    | 0                    | 8     | 0     | 0      |
| Técnico Universitario · Ecuador   | 1.ª                 | 2025                | 9     | 4     | 0               | 0               | —                    | —                    | 9     | 4     | 0      |
| Técnico Universitario · Ecuador   | Total club          | Total club          | 51    | 22    | 1               | 0               | 0                    | 0                    | 52    | 22    | 5      |
| Total en su carrera               | Total en su carrera | Total en su carrera | 344   | 71    | 39              | 5               | 3                    | 0                    | 386   | 76    | 19     |
| 1. 2.                             |                     |                     |       |       |                 |                 |                      |                      |       |       |        |

### Hat-tricks
| 1 | 13 de septiembre de 2015 | Estadio de Techo, Bogotá    | La Equidad - Jaguares |  | 4 - 3 | Torneo Finalización 2015 |
| 2 | 20 de marzo de 2024      | Gonzalo Pozo Ripalda, Quito | Aucas - El Nacional   |  | 3 - 4 | Serie A de Ecuador 2024  |